# Grotta di Mezmajskaja
La Grotta di Mezmajskaja (in russo Мезмайская пещера?, Mezmajskaja peščera) è un sito archeologico nel Caucaso settentrionale della repubblica di Adighezia, dove gli scavi, iniziati nel 1993, hanno permesso di individuare tre scheletri di Neandeerthaliani.